# Jean-Louis Ducarme
Jean-Louis Ducarme ist ein Tonmeister.

## Leben
Ducarme begann seine Karriere Ende der 1960er Jahre und hatte sein Filmbedüt 1968 mit Jean Collombs Dokumentarfilm Männer, Mädchen und Medaillen. 1969 wirkte er an Stanley Donens Komödie Unter der Treppe mit. 1973 arbeitete er erstmals mit William Friedkin. Für dessen Horrorfilm Der Exorzist war er 1975 erstmals für den BAFTA Film Award in der Kategorie Bester Ton nominiert. 1978 war er für Friedkins Drama Atemlos vor Angst gemeinsam mit Robert Knudson, Robert J. Glass und Richard Tyler für den Oscar in der Kategorie Bester Ton nominiert, der Preis ging in diesem Jahr jedoch an George Lucas’ Science-Fiction-Film Krieg der Sterne. Der dritte und letzte gemeinsame Film mit Friedkin war Leben und Sterben in L.A. aus dem Jahr 1985. Ducarme war zwei weitere Male für den BAFTA Film Award nominiert, 1981 für Don Giovanni und 1984 für La Traviata.
Neben seiner Arbeit für den Film war er auch an einigen Fernsehproduktionen beteiligt, darunter fünf Folgen der Krimiserie Maigret in den Jahren 1993 und 1994, gleichsam seine letzten Arbeiten im Film- und Fernsehgeschäft.

## Filmografie (Auswahl)
- 1969: Unter der Treppe (Staircase)
- 1970: Der Zerstreute (Le Distrait)
- 1973: Der Exorzist (The Exorcist)
- 1973: Die Filzlaus (L’Emmerdeur)
- 1974: Die Frau mit den roten Stiefeln (La femme aux bottes rouges)
- 1976: Der Gute und die Bösen (Le bon et les méchants)
- 1977: Atemlos vor Angst (Sorcerer)
- 1982: Enigma
- 1982: La Traviata
- 1984: Dog Day – Ein Mann rennt um sein Leben (Canicule)
- 1985: Leben und Sterben in L.A. (To Live and Die in L.A.)
- 1989: Die Rückkehr der Musketiere (The Return of the Musketeers)
- 1992: Orlando

## Auszeichnungen (Auswahl)
- 1978: Oscar-Nominierung in der Kategorie Bester Ton für Atemlos vor Angst
- 1975: BAFTA-Film-Award-Nominierung in der Kategorie Bester Ton für Der Exorzist
- 1981: BAFTA-Film-Award-Nominierung in der Kategorie Bester Ton für Don Giovanni
- 1984: BAFTA-Film-Award-Nominierung in der Kategorie Bester Ton für La Traviata